# Curt Sandgren
Curt Erik Torvald "Curre" Sandgren, född 12 oktober 1965 i Åkersberga, är en svensk sångare, gitarrist och frontman i punkbanden Rolands Gosskör och Coca Carola.

## Biografi
Sandgren började sin karriär i 12-årsåldern som sångare i punkbandet Fast Kids, som senare bytte namn till Rolands Gosskör. När de sedan lade ner var han med i skapandet av ett nytt punkband, Coca Carola, som 1988–2004 gav ut åtta studioalbum, samtliga på skivbolaget Beat Butchers. Bandet hade sin sista officiella spelning 2004 på Fregatten i Åkersberga. Åren därefter har Coca Carola återuppstått mer eller mindre tillfälligt då och då, särskilt under skivbolagets jubileumskonserter, för att sedan 2023 spela mer regelbundet; i augusti samma år gjorde bandet en spelning på Gröna Lund, exempelvis.
Efter avslutet 2004 med Coca Carola hade Sandgren flera projekt med bland andra Jonas Mellberg, som också var medlem i Coca Carola. Först gav de själva ut en skiva med tre låtar under det självbetitlade namnet Den sista leken (2004). Sandgren provade sedan en enmansorkester som fick namnet Farmarpojken, ett band som sedermera snappades upp av Åke Noring (en tidigare medlem i både Rolands Gosskör och Coca Carola). Han ansåg att det finns något att arbeta vidare med. Detta resulterade i att Fabriken bildades.
Fabriken gav 2013 ut sin debutplatta Till alla er, och har därefter släppt ett flertal EP-skivor, nu återigen på Beat Butchers. I och med detta slöts en cirkel, eftersom han i Fabriken spelar med bland andra Åke Noring, Patrick Trankell och Urban Enlund, som alla varit delaktiga i Rolands Gosskör.
I övrigt är han sedan 1993 medlem i supergruppen Krymplings, där även andra trallpunkikoner deltar.
Sandgren arbetar som bygglärare på Järfälla Gymnasium.